# Beatrice Hastings
Beatrice Hastings era o pseudônimo de Emily Alice Haigh (27 de janeiro de 1879 - 30 de outubro de 1943), foi uma escritora, crítica literária, poetisa e teosofista inglesa. Seu trabalho foi parte integrante da revista britânica The New Age, que ela ajudou a editar junto com seu amante, A.R. Orage, antes da eclosão da Primeira Guerra Mundial. Hastings também era amiga e amante de Katherine Mansfield, cujo trabalho foi publicado pela primeira vez em The New Age. Ela também teve casos amorosos com Wyndham Lewis e Amedeo Modigliani.

## Biografia
Beatrice Hastings nasceu em Londres, mas cresceu em Port Elizabeth, África do Sul. Ela foi educada em Pevensey, Sussex, perto de Hastings, o que pode ter fornecido seu nome escolhido. De 1896 a 1899, ela frequentou a Universidade de Oxford para estudar literatura.
Em 1907, ela conheceu A. R. Orage, editor da revista The New Age, com quem iniciou um relacionamento romântico. Hastings logo começou a contribuir para a revista e se tornou uma de suas colaboradoras mais prolíficas, embora a maior parte de seu trabalho aparecesse sob pseudônimos. Estes incluem: Pagan, Alice Morning, A.M.A., E.H., B.L.H., Beatrice Tina, Cynicus, Robert a Field, T.K.L., D. Triformis, Edward Stafford, S. Robert West, V.M., G. Whiz, J. Wilson, Annette Doorly, Hastings Lloyd, Sra. Malaprop e T.W.
O trabalho de Hastings para The New Age abrangeu muitas formas e gêneros diferentes, incluindo itens de correspondência, paródia, poesia, polêmica, relatos de viagem, ficção em prosa e diálogo dramático. Ela se descreveu em uma ocasião como "uma poetisa menor de primeira classe". Um dos maiores talentos de Hastings era a paródia, e ela compôs paródias de muitos de seus contemporâneos, incluindo Ezra Pound, Filippo Marinetti e H. G. Wells. Hastings também era franca em suas visões feministas e a seção de correspondência da New Age forneceu o espaço no qual ela desenvolveu muitas das ideias que iriam informar seu tratado feminista de 1909, Woman's Worst Enemy: Woman.
Em 1914, Hastings mudou-se para Paris e tornou-se uma figura nos círculos boêmios devido à sua amizade com Max Jacob. Ela dividiu um apartamento em Montparnasse com Amedeo Modigliani e se tornou modelo para 14 de suas pinturas, incluindo seu Seated Nude de 1916. Outro amigo era o romancista de aventuras Charles Beadle, com quem ela tinha várias coisas em comum. Ela cresceu em Hackney, passou um tempo na África do Sul (participando da Guerra dos Bôeres como membro da Polícia Britânica da África do Sul) e publicou vários romances sobre a vida boêmia em Paris. Quando Beadle chegou à América, vindo de Paris, em novembro de 1916, ele listou Hastings como seu amigo mais próximo em Paris.
Perto do fim de sua vida, Hastings se sentiu excluída do reconhecimento literário que ela achava que merecia e culpou Orage, a quem ela acusou de conspirar para mantê-la fora dos círculos literários na Grã-Bretanha. Ela publicou um panfleto, The Old New Age (1936), no qual criticava amargamente Orage, chamando-o de "um caipira, um grosseiro, um esnobe". Hastings afirmou que ela "ofendeu o amor-próprio masculino de Orage e, por isso, foi vítima de uma conspiração social [...] um boicote literário que importa, ou deveria importar, a todos os leitores". Embora muitos dos conteúdos deste panfleto sejam considerados exagerados, ele, no entanto, lança luz sobre a misoginia já bem documentada de Orage e a experiência de ser uma autora mulher na década de 1910.
Em 1943, provavelmente sofrendo de câncer, ela se matou com gás de um fogão doméstico.

## Reconhecimento póstumo
Embora em vida Hastings tenha sido considerada uma figura literária relativamente secundária, mais recentemente ela tem sido elogiada por seu uso inovador de pseudônimos e suas visões feministas pioneiras.
Wallace Martin menciona-a no seu estudo seminal de The New Age, comentando que "Beatrice Hastings demonstrou uma versatilidade surpreendente como crítica, poetisa e satírica; foi mais eficaz, embora desnecessariamente maliciosa, na última função."
O crítico literário Robert Scholes observou que "Hastings, que foi uma presença importante na equipe editorial da New Age antes da guerra, teve uma vida infeliz que terminou em suicídio, nunca recebendo o reconhecimento como escritora que buscava".

## Teosofia
Hastings era um convertido à Teosofia. Ela tentou defender Helena Blavatsky de acusações de fraude e plágio. Em 1937, ela publicou dois volumes intitulados Defense of Madame Blavatsky.
Seus escritos sobre Teosofia foram criticados pelos céticos. O biógrafo Peter Washington sugeriu que Hastings "sofria de delírios de grandeza literária".

## Publicações
- Woman's Worst Enemy – Woman, 1909
- The Maids' Comedy: A Chivalric Romance in Thirteen Chapters, 1911
- The Old "New Age"—Orage and Others, Blue Moon Press, 1935
- Defence of Madame Blavatsky (Volume 1, Volume 2), Hastings Press, 1937